# Stand Up and Fight (album de Quartz)
Pour les articles homonymes, voir Stand Up and Fight.
Albums de Quartz
Quartz
(1977) Live Quartz
(1980)
Singles
1. Stand Up and Fight
Sortie : 1980
2. Stoking Up the Fires of Hell
Sortie : 1980

Stand Up And Fight est le 2e album studio du groupe anglais Quartz. Il est sorti sur le label américain MCA Records et a été produit par Derek Lawrence.

## Historique
Après le départ de Geoff Nicholls pour Black Sabbath, le groupe continue sous la forme d'un quatuor. Cet album a été enregistré à Londres dans les studios De Lane Lea et permettra au groupe de tourner avec les principaux groupes issus de la NWOBHM, Iron Maiden entre autres.
En 2004, Cet album sera réédité en disque compact avec un titre bonus, Circles qui était la face -B du single Stocking Up the Fires of Hell,.

## Liste des titres
- Tous les titres sont signés par Mike Taylor, Malcolm Cope, Mick Hopkins et Dek Arnold.

Face 1
1. Stand Up And Fight: 4:40
2. Charlie Snow: 3:22
3. Can't Say No To You: 6:15
4. Revenge: 4:09

Face 2
1. Stoking Up the Fires of Hell: 4:05
2. Rock'n'Roll Child: 4:49
3. Questions: 4:19
4. Wildfire: 5:59

Titre bonus réédition 2004 et 2010
1. Circles: 3:38

## Musiciens
- Mike Taylor : chant
- Malcolm Cope : batterie, percussion
- Mick Hopkins : guitares
- Dek Arnold : basse, chœurs